# Vympel R-33
Vympel R-33 (NATO-rapporteringsnamn AA-9 Amos) är en sovjetisk jaktrobot med lång räckvidd. Den utvecklades under 1970-talet, främst för beväpning av jaktplanet MiG-31. Roboten kan sägas vara en motsvarighet till den amerikanska jaktroboten AIM-54 Phoenix.

## Beteckningar
- AA-9 Amos (NATO)
- K-33 (GRAU-index för robotsystemet)
- R-33 (GRAU-index for själva roboten)

## Målsökning
R-33 designades för användning med den kraftfulla Zaslon-radarn. R-33 använder semiaktiv radarmålsökare i slutfasen. Efter avfyrning tar missilen emot uppdateringar via datalänk. Sovjetisk doktrin var att undvika att använda flygplanets radar för att inte ge målet någon varning. I stället användes markradar och infrarödsensor för att upptäcka och följa mål. En variant med IR-sökare utvärderades, men utvecklades aldrig.

## Tillverkning/Produktion
De första 20 robotarna tillverkades i Kaliningrad (Korolev) av KPO "Strela". Därefter överfördes serieproduktionen till Dolgoprudnenskij-fabriken, där missilen tillverkades i mer än tio år.
Den tänkta ersättaren, Vympel K-37 (AA-X-13) avbröts år 1994 samtidigt som projektet MiG-31M upphörde.

## Varianter
R-33 – Ursprunglig version från 1980.
R-33S – Förbättrad variant sedan 1990, med digitala komponenter och längre räckvidd. Avsedd för MiG-31B.
R-33E – Exportvariant.